# Ancilla ventricosa
Ancilla ventricosa is een slakkensoort uit de familie van de Ancillariidae. De wetenschappelijke naam van de soort werd in 1811 voor het eerst geldig gepubliceerd door Jean-Baptiste de Lamarck.

Ancilla ventricosa fulva